# Melanom
Melanom (podle MKN-10 se nazývá zhoubný melanom; též se používá termín maligní melanom) je zhoubný nádor melanocytů, který se vyskytuje převážně na kůži, ale také ve střevu a v oku (viz melanom cévnatky). Je to jeden z méně běžných typů rakoviny kůže, ale je příčinou největšího počtu úmrtí na tato nádorová onemocnění. Zhoubný melanom je závažným typem kožního nádoru. Je způsoben nekontrolovatelným růstem pigmentových buněk zvaných melanocyty. Navzdory mnohaletému intenzivnímu laboratornímu a klinickému výzkumu je jedinou účinnou léčbou chirurgické odstranění primárního nádoru před tím, než dosáhne Breslowovy tloušťky přes 1 mm.

## Výskyt
Ročně je diagnostikováno přibližně 160 000 nových případů melanomu, nejčastější je u mužů a bělochů. Častější je u bělošské populace žijící ve slunném podnebí než u jiných populačních skupin.

### Výskyt v Česku
V České republice je sedmým nejčastějším zhoubným nádorem vůbec, přičemž jeho výskyt narůstá. V roce 1994 bylo v Česku diagnostikováno přes tisíc případů melanomu, v roce 2014 už přes 2400 případů. Každoročně na tento nádor v Česku umírá zhruba 350 až 400 nemocných.

## Úmrtnost
Podle zprávy WHO v celém světě ročně zemře v souvislosti s melanomem okolo 48 000 lidí. Zhoubný melanom způsobuje 75 % všech úmrtí spojených s rakovinou kůže.

## Léčba
Léčba melanomu zahrnuje chirurgické odstranění nádoru, adjuvantní léčbu, chemoterapii a imunoterapii nebo radioterapii.

## Typy
Melanomy lze rozdělit do následujících skupin:
- Lentigo maligna
- Lentigo maligna melanom
- Povrchově se šířící melanom
- Akrolentiginózní melanom
- Slizniční melanom
- Nodulární melanom
- Polypoidní melanom
- Desmoplastický melanom
- Amelanotický melanom
- Melanom měkkých tkání

Viz také:
- Melanom cévnatky

## Rizika solárií
Světová zdravotnická organizace uvádí, že solária jsou zodpovědná každoročně za vznik 10 tisíc zhoubných melanomů u obyvatel Evropy, Austrálie a USA. Pokud začnou lidé používat solária před 35. rokem věku, zvyšuje se jejich riziko vzniku melanomu o 60 %.